# Vladimir Nabokov
Vladimir Vladimirovitsj Nabokov (Russisch: Влади́мир Влади́мирович Набо́ков) (Sint-Petersburg, 22 april 1899 – Lausanne, 2 juli 1977) was een Russisch-Amerikaanse schrijver, dichter en literatuurcriticus. Zijn bekendste roman is Lolita uit 1955.

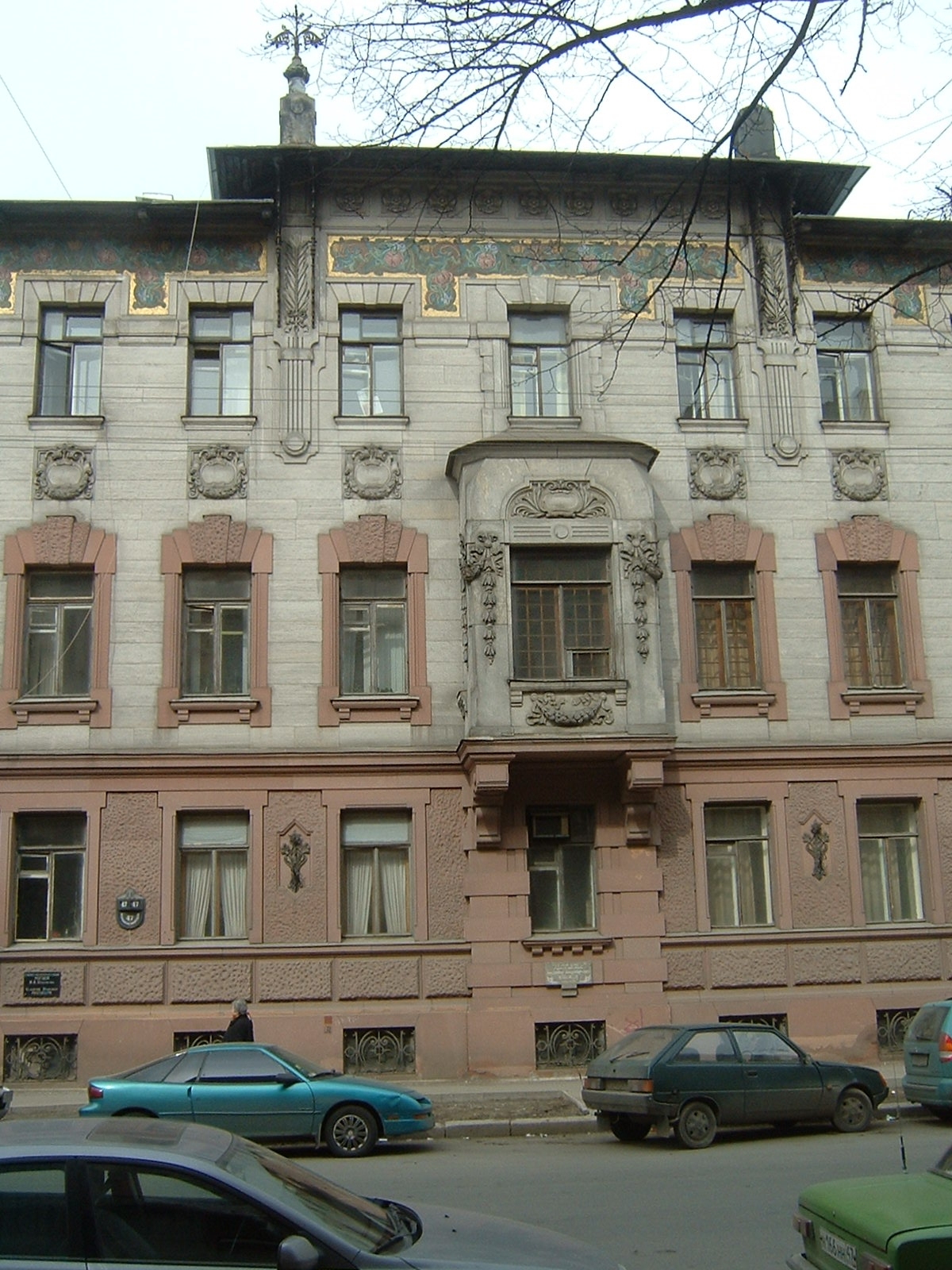
Nabokovs huis in Sint-Petersburg, hier werd Nabokov geboren en woonde hij tot zijn 18e. Heden is het een museum en muziekschool.

## Levensloop
Nabokov was een zoon van een welgestelde familie uit het Russische Sint-Petersburg. Hij werd drietalig opgevoed; naast Russisch sprak hij vloeiend Engels en Frans. Nabokovs vader, Vladimir Dimitrijevitsj Nabokov, was jurist, journalist en een minister in het liberale Kerenski-kabinet en werd in 1922 in Berlijn vermoord door een Russische monarchist toen hij Pavel Miljoekov, een lid van de Staatkundig Democratische partij, tijdens een aanslag op zijn leven probeerde te beschermen.
Nabokov emigreerde na de bolsjewistische revolutie naar Groot-Brittannië, waar hij onder meer Slavische letterkunde studeerde aan het Trinity College in Cambridge. Later verhuisde hij naar Berlijn, waar hij in zijn onderhoud voorzag met het geven van Engels en  tennis- en bokslessen.
In 1925 trouwde hij met zijn vriendin Vera Slonim. In Berlijn maakte hij kennis met andere Russische emigrantenschrijvers als Ivan Boenin, de latere Nobelprijswinnaar, en de dichteres Marina Tsvetajeva. Hij bleef echter een volstrekte eenling die zich met een zekere aristocratische hooghartigheid aan de typische gebruiken en rites van de Russische emigrantenmilieus probeerde te onttrekken. In 1934 werd zijn enige kind, Dmitri, geboren.
Toen Hitler in 1937 de moordenaar van zijn vader vrijliet, zag Nabokov zich weer gedwongen te verhuizen. In 1937 verliet hij nazi-Duitsland om in Parijs te gaan wonen. In die periode geeft hij onder andere ook een lezing in Brussel en Antwerpen. Na een verblijf van drie jaar in de Franse hoofdstad vertrok hij met zijn vrouw Vera en zijn zoontje Dmitri naar de Verenigde Staten, waar hij aanvankelijk tennislessen verzorgde en later vergelijkende literatuurwetenschap doceerde aan de universiteit van Wellesley en Russische en Europese letterkunde aan Cornell University. Zijn colleges waren bijzonder populair onder de studenten, met name door zijn ietwat verwarde, maar onnavolgbare wijze van doceren. Daarnaast was hij als curator lepidopterist, vlinderkundige, verbonden aan het Museum voor comparatieve Biologie in Harvard.
In 1945 verkreeg Nabokov de Amerikaanse nationaliteit. In de VS ontmoette hij de gerenommeerde schrijver en criticus Edmund Wilson met wie hij een uitgebreide correspondentie onderhield en die zich inspande om Nabokovs werk te introduceren in de VS. Dankzij het enorme succes van Lolita was Nabokov vanaf 1961 in staat om zijn academische carrière stop te zetten en te verhuizen naar Zwitserland. Zijn laatste levensjaren bracht hij schrijvend door in het Montreux Palace hotel in Montreux in Franstalig Zwitserland. Hij zou er tot aan zijn dood in 1977 blijven wonen. Nabokov was een bekende synesthesist.

## Werk
Nabokov publiceerde zijn eerste verhalen en gedichten onder het pseudoniem Vladimir Sirin, naar een Sirin, een mythologisch wezen uit de Slavische mythologie. Later schreef hij vooral romans en novelles, nu onder zijn eigen naam. Zijn vroege werk is geschreven in het Russisch, eind jaren dertig schrijft hij even in het Frans, maar eenmaal in de Verenigde Staten begint hij in het Engels te schrijven en beschouwt hij zich als Amerikaans romancier.

### Russisch werk

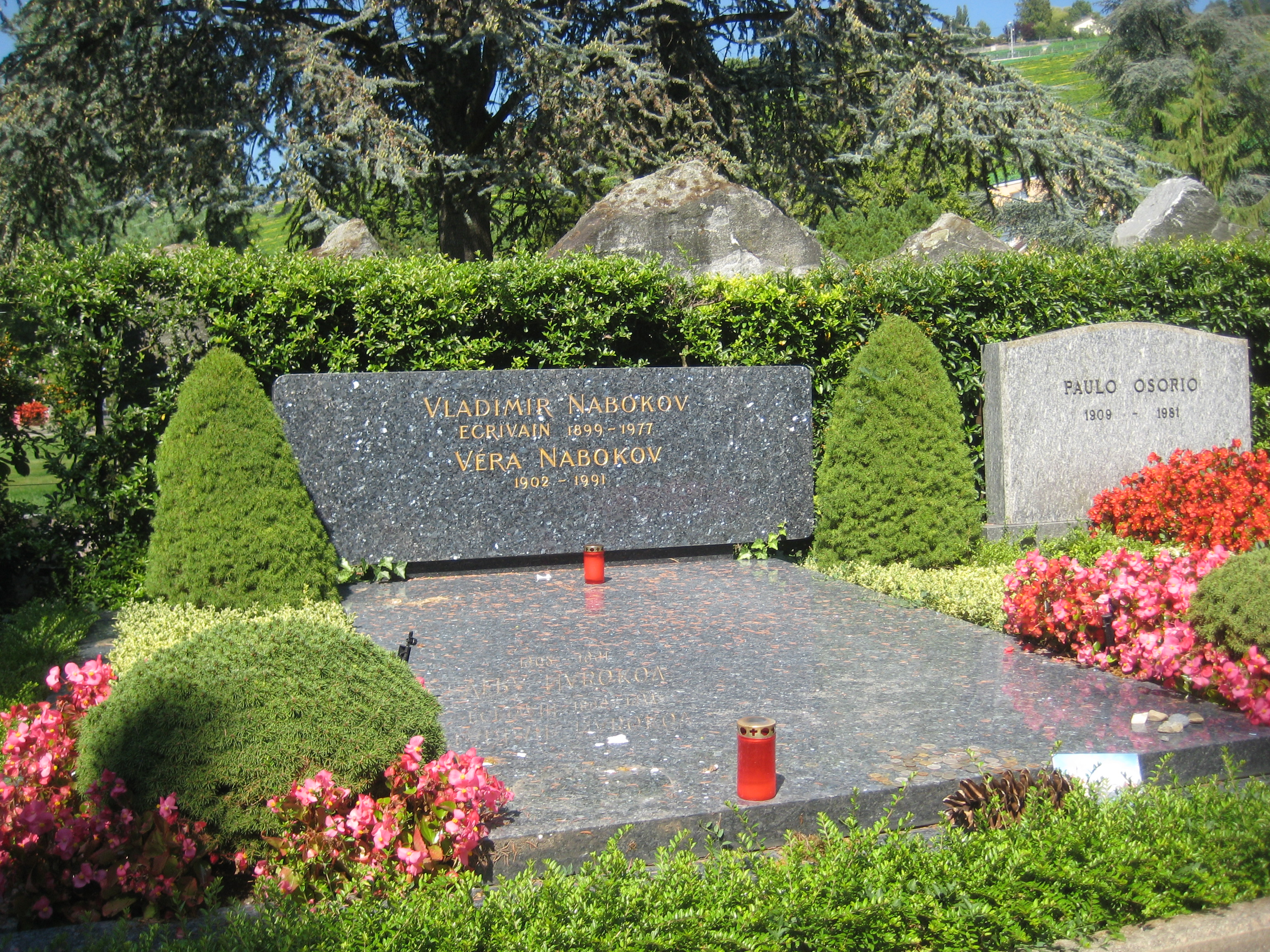
Graf van Vladimir Nabokov en Vera, Zwitserland

Zijn bekendste Russische romans zijn de korte debuutroman Masjenka (1926), Een lach in het donker (1936), de Dostojevski-parodie Wanhoop (1936), zijn, naar eigen zeggen, beste en meest nostalgische roman De Gave (1937-38) die handelt over het leven van een Russische balling in Berlijn. Het overgrote deel van zijn korte verhalen schreef Nabokov in de jaren twintig en dertig in het Russisch.

### Frans werk
Nabokov schreef in 1937 één kort verhaal, Mademoiselle O, in het Frans. Het werd erg goed onthaald en hij werd uitgenodigd om het te gaan voorlezen in leesclubs in Brussel en Antwerpen.

### Engels werk
Zijn bekendste werken schreef hij in het Engels. The Real Life of Sebastian Knight (1941) begon Nabokov al koortsachtig te schrijven tijdens zijn laatste weken in Europa, in de hoop dat hij het onmiddellijk zou kunnen publiceren in de VS. Zijn volgende werk was Bend Sinister (1947). In 1955 werd Lolita met veel moeite in Parijs uitgegeven. Pnin (1957) volgde kort daarna. Daarna verschenen nog Pale Fire (1962), de grote familieroman Ada or Ardor (1969). Zijn laatste belangrijke roman was Harlekinade (1974). Bekend en geliefd is zijn autobiografie Speak, Memory (1951/1966). Het schrijftempo van Nabokov daalde merkelijk toen hij ouder was, dit komt doordat hij in die tijd met hulp van zijn zoon veel van zijn eerder Russisch werk naar het Engels vertaalde. Omgekeerd vertaalde hij ook Lolita en Speak, Memory naar het Russisch.

#### Lolita
Zijn bekendste werk is de geruchtmakende roman Lolita uit 1955, die de uitzinnige liefde van een veertigjarige intellectueel Humbert Humbert voor een jong Amerikaans meisje Dolores Haze beschrijft. Het boek veroorzaakte een schandaal. De roman kreeg het predicaat 'pervers' opgeplakt en Nabokov werd voor pornograaf uitgemaakt. Dit leidde ertoe dat het boek van 1956 tot 1958 verboden werd in Parijs en ook in de VS pas in 1958 gepubliceerd kon worden. Inmiddels wordt het beschouwd als een van de hoogtepunten van de moderne romankunst.
Nabokov had een grote afkeer van filosofische, psychologische, literaire en politieke pretenties die bij de literatoren en professoren van die dagen bijzonder geliefd waren. Met name de psychoanalyse van Sigmund Freud wordt hij niet moe te ridiculiseren in zijn romans. Ook schrijvers van grote ideeënromans zoals Thomas Mann en Fjodor Dostojevski kunnen zijn goedkeuring niet wegdragen. Voor Nabokov was de literatuur slechts een nutteloze maar verfijnde vorm van vermaak, die verlost moest worden van elke maatschappelijke relevantie.
In zijn romans speelt hij daarom een vernuftig en vaak uiterst amusant spel met motieven en personen, dat hij zelf graag vergeleek met het bedenken en oplossen van schaakproblemen. Een thema dat echter telkens weer in zijn werk opduikt is de poging van de gecultiveerde eenling om de paradijselijke toestand van het verleden in de kunst te actualiseren.
Hoewel Nabokovs romans zich kenmerken door een opmerkelijke eigenzinnigheid en originaliteit is de invloed van schrijvers als Aleksandr Poesjkin, Nikolaj Gogol, Lev Tolstoj, Gustave Flaubert, Marcel Proust, Aleksandr Blok, Andrej Bely en James Joyce onmiskenbaar.
Nabokov wordt algemeen beschouwd als een van de briljantste stilisten van de 20e eeuw. Zijn werk heeft een beslissende invloed uitgeoefend op de moderne letterkunde.
Naast romans schreef Nabokov enkele bundels korte verhalen, gedichten, toneel, een biografie over de Russische 19e-eeuwse absurdist Nicolai Gogol, een commentaar en een zeer letterlijke vertaling van Poesjkins poëma Jevgeni Onegin (1964), enkele wetenschappelijke studies over vlinders, en bedacht hij enkele schaakproblemen. Daarnaast verzorgde hij de Engelse vertalingen van zijn eigen Russische romans. Ook zijn lezingen over literatuur verschenen in boekvorm.

## Bibliografie

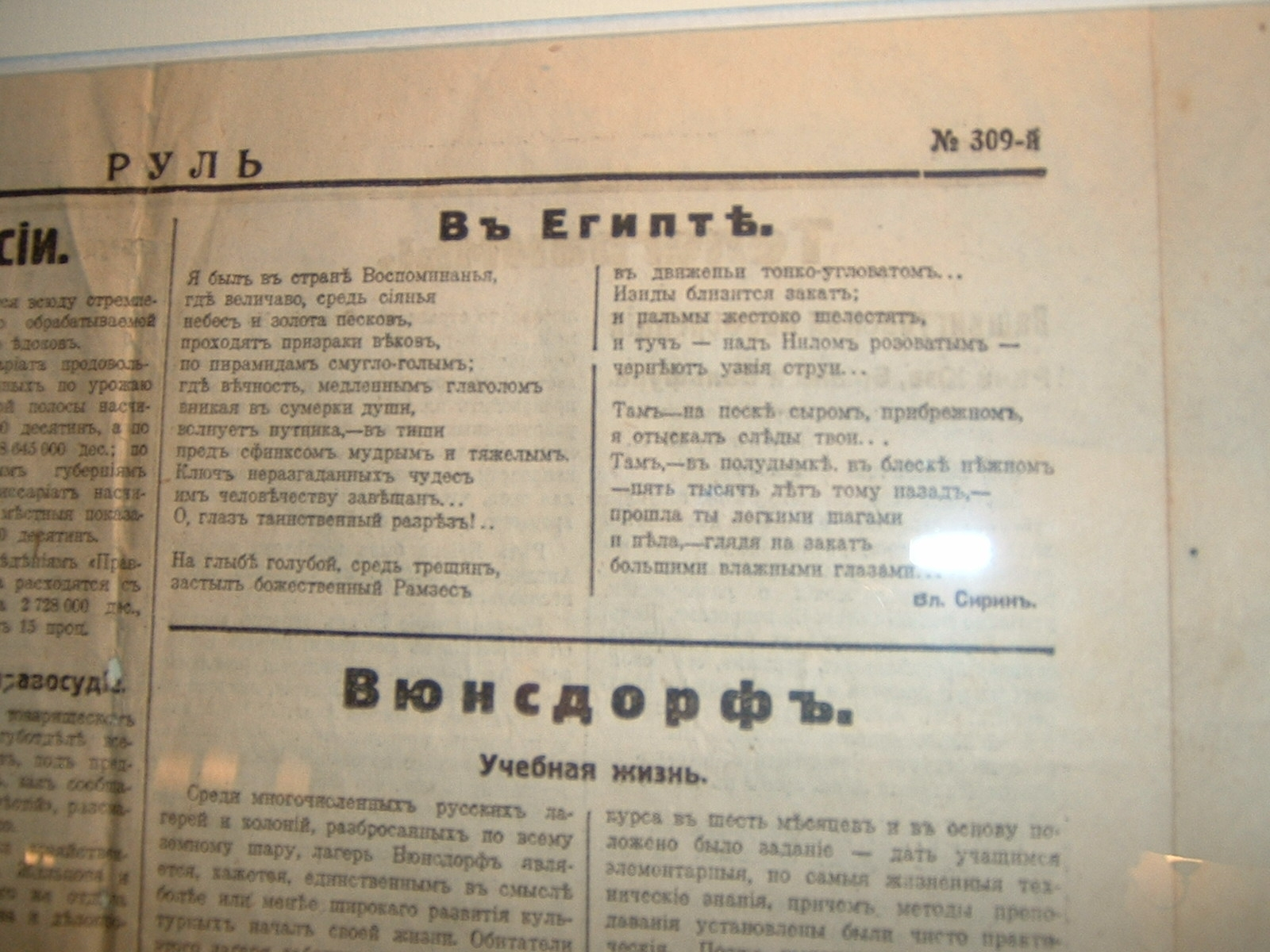
Nabokov's eerste publicatie, in de krant Rul